# Serie B 2008-2009 (hockey su pista)
La Serie B 2008-2009 è stato il torneo di terzo livello del campionato italiano di hockey su pista per la stagione 2008-2009. La competizione è iniziata il 6 dicembre 2008 e si è conclusa il 15 maggio 2009.
A vincere il torneo sono state l'Amatori Vercelli, promossa in serie A2, e la seconda squadra del Breganze. L'altro club promosso nella categoria superiore è stato il Prato 1954, secondo classificato nel girone B della fase finale avendo i necessari requisiti.

## Stagione

### Formula
Le 43 squadre partecipanti sono state divise in cinque gironi territoriali che si sono svolti con la formula del girone all'italiana con gare di andata e ritorno. Al termine le prime classificate si sono qualificate per le final eight per determinare le squadre promosse in serie A2.

## Prima Fase

### Girone A

#### Squadre partecipanti
| Club                | Città               | Impianto                       |
| ------------------- | ------------------- | ------------------------------ |
| Agrate Brianza      | Agrate Brianza (MB) | Centro Sportivo Santa Caterina |
| Amatori Lodi (C)    | Lodi                | PalaCastellotti                |
| Amatori Vercelli    | Vercelli            | PalaPregnolato                 |
| ASH Lodi            | Lodi                | PalaCastellotti                |
| Monza e Brianza     | Monza               | PalaRovagnati di Biassono (MB) |
| Novara (B)          | Novara              | Palasport Dal Lago             |
| Roller 3000         | Novara              | Palasport Dal Lago             |
| Roller 3000 (B)     | Novara              | Palasport Dal Lago             |
| Rotellistica 93 (B) | Novara              | Palasport Dal Lago             |
| Seregno (B)         | Seregno (MB)        | PalaSomaschini                 |

#### Classifica finale
|  | Pos. | Squadra             | Pt | G  | V  | N | P  | GF  | GS  | DR   |
|  | ---- | ------------------- | -- | -- | -- | - | -- | --- | --- | ---- |
|  | 1.   | Roller 3000         | 46 | 18 | 15 | 1 | 2  | 155 | 56  | +99  |
|  | 2.   | Amatori Vercelli    | 45 | 18 | 15 | 0 | 3  | 241 | 50  | +191 |
|  | 3.   | ASH Lodi            | 40 | 18 | 13 | 1 | 4  | 168 | 62  | +106 |
|  | 4.   | Monza e Brianza     | 39 | 18 | 13 | 0 | 5  | 143 | 78  | +65  |
|  | 5.   | Seregno (B)         | 30 | 18 | 10 | 0 | 8  | 159 | 88  | +71  |
|  | 6.   | Amatori Lodi (C)    | 25 | 18 | 8  | 1 | 9  | 127 | 117 | +10  |
|  | 7.   | Agrate Brianza      | 19 | 18 | 6  | 1 | 11 | 107 | 117 | -10  |
|  | 8.   | Roller 3000 (B)     | 18 | 18 | 6  | 0 | 12 | 115 | 174 | -59  |
|  | 9.   | Novara (B)          | 3  | 18 | 1  | 0 | 17 | 59  | 286 | -227 |
|  | 10.  | Rotellistica 93 (B) | 3  | 18 | 1  | 0 | 17 | 38  | 284 | -246 |

Legenda:
  Qualificato alle final eight.
Note:
Tre punti a vittoria, uno per il pareggio, zero a sconfitta.
In caso di arrivo di due o più squadre a pari punti, la graduatoria finale verrà stilata secondo la classifica avulsa tra le squadre interessate che prevede, in ordine, i seguenti criteri:
- Punti negli scontri diretti
- Differenza reti negli scontri diretti
- Differenza reti generale
- Reti realizzate in generale
- Sorteggio

### Girone B

#### Squadre partecipanti
| Club                  | Città          | Impianto                                |
| --------------------- | -------------- | --------------------------------------- |
| Amatori Reggio Emilia | Reggio Emilia  |                                         |
| Modena                | Modena         | PalaMolza                               |
| Modena (B)            | Modena         | PalaMolza                               |
| Correggio (B)         | Correggio (RE) | Palasport Dorando Pietri                |
| G.Pico Mirandola      | Mirandola (MO) | Palazzetto dello sport Marco Simoncelli |
| Roller Scandiano      | Scandiano (RE) | PalaRegnani                             |
| Roller Suzzara        | Suzzara (MN)   |                                         |
| Villa d'Oro Modena    | Modena         | PalaMolza                               |

#### Classifica finale
|  | Pos. | Squadra               | Pt | G  | V  | N | P  | GF  | GS  | DR   |
|  | ---- | --------------------- | -- | -- | -- | - | -- | --- | --- | ---- |
|  | 1.   | Roller Scandiano      | 40 | 14 | 13 | 1 | 0  | 153 | 27  | +126 |
|  | 2.   | Modena                | 35 | 14 | 11 | 2 | 1  | 67  | 31  | +36  |
|  | 3.   | Villa d'Oro Modena    | 28 | 14 | 9  | 1 | 4  | 78  | 44  | +34  |
|  | 4.   | Amatori Reggio Emilia | 25 | 14 | 8  | 1 | 5  | 72  | 50  | +22  |
|  | 5.   | Roller Suzzara        | 14 | 14 | 4  | 2 | 8  | 42  | 66  | -24  |
|  | 6.   | G.Pico Mirandola      | 13 | 14 | 4  | 1 | 9  | 46  | 91  | -45  |
|  | 7.   | Correggio (B)         | 7  | 14 | 2  | 1 | 11 | 36  | 110 | -74  |
|  | 8.   | Modena (B)            | 1  | 14 | 0  | 1 | 13 | 37  | 112 | -75  |

Legenda:
  Qualificato alle final eight.
Note:
Tre punti a vittoria, uno per il pareggio, zero a sconfitta.
In caso di arrivo di due o più squadre a pari punti, la graduatoria finale verrà stilata secondo la classifica avulsa tra le squadre interessate che prevede, in ordine, i seguenti criteri:
- Punti negli scontri diretti
- Differenza reti negli scontri diretti
- Differenza reti generale
- Reti realizzate in generale
- Sorteggio

### Girone C

#### Squadre partecipanti
| Club                  | Città                      | Impianto              |
| --------------------- | -------------------------- | --------------------- |
| Bassano 54 (B)        | Bassano del Grappa (VI)    | PalaSind              |
| Breganze (B)          | Breganze (VI)              | PalaFerrarin          |
| Gorizia               | Gorizia                    |                       |
| Marzotto Valdagno (B) | Valdagno (VI)              | PalaLido              |
| Montecchio M.         | Montecchio Maggiore (VI)   |                       |
| Montecchio P.         | Montecchio Precalcino (VI) | PalaVaccari           |
| Pordenone             | Pordenone                  | PalaMarrone           |
| Pordenone 2004        | Pordenone                  | PalaMarrone           |
| Roller Bassano (B)    | Bassano del Grappa (VI)    | PalaDue               |
| Sandrigo (B)          | Sandrigo (VI)              | Palasport di Sandrigo |
| Trissino (B)          | Trissino (VI)              | PalaDante             |

#### Classifica finale
|  | Pos. | Squadra               | Pt | G  | V  | N | P  | GF  | GS  | DR   |
|  | ---- | --------------------- | -- | -- | -- | - | -- | --- | --- | ---- |
|  | 1.   | Breganze (B)          | 52 | 20 | 17 | 1 | 2  | 147 | 76  | +71  |
|  | 2.   | Pordenone 2004        | 45 | 20 | 15 | 0 | 5  | 146 | 88  | +58  |
|  | 3.   | Sandrigo (B)          | 39 | 20 | 12 | 3 | 5  | 82  | 60  | +22  |
|  | 4.   | Trissino (B)          | 34 | 20 | 11 | 1 | 8  | 127 | 106 | +21  |
|  | 5.   | Bassano 54 (B)        | 34 | 20 | 10 | 4 | 6  | 90  | 73  | +17  |
|  | 6.   | Roller Bassano (B)    | 33 | 20 | 11 | 0 | 9  | 111 | 92  | +19  |
|  | 7.   | Pordenone             | 29 | 20 | 9  | 2 | 9  | 113 | 94  | +19  |
|  | 8.   | Marzotto Valdagno (B) | 25 | 20 | 8  | 1 | 11 | 86  | 100 | -14  |
|  | 9.   | Montecchio P.         | 24 | 20 | 8  | 0 | 12 | 90  | 100 | -14  |
|  | 10.  | Montecchio M.         | 9  | 20 | 3  | 0 | 17 | 62  | 142 | -80  |
|  | 11.  | Gorizia               | 0  | 20 | 0  | 0 | 20 | 57  | 193 | -136 |

Legenda:
  Qualificato alle final eight.
Note:
Tre punti a vittoria, uno per il pareggio, zero a sconfitta.
In caso di arrivo di due o più squadre a pari punti, la graduatoria finale verrà stilata secondo la classifica avulsa tra le squadre interessate che prevede, in ordine, i seguenti criteri:
- Punti negli scontri diretti
- Differenza reti negli scontri diretti
- Differenza reti generale
- Reti realizzate in generale
- Sorteggio

### Girone D

#### Sottogirone D1

##### Squadre partecipanti
| Club                | Città                | Impianto              |
| ------------------- | -------------------- | --------------------- |
| CGC Viareggio (B)   | Viareggio (LU)       | PalaBarsacchi         |
| Follonica (C)       | Follonica (GR)       | Pista Armeni          |
| Forte dei Marmi (B) | Forte dei Marmi (LU) | PalaForte             |
| Mens Sana Siena     | Siena                | Engels Lambardi       |
| Ottoruote Carbonia  | Carbonia (CI)        |                       |
| Prato 1954          | Prato                | PalaRogai             |
| Sarzana (B)         | Sarzana (SP)         | Pista Vecchio Mercato |
| SPV Viareggio       | Viareggio (LU)       | PalaBarsacchi         |

##### Classifica finale
|  | Pos. | Squadra             | Pt | G  | V  | N | P  | GF | GS  | DR  |
|  | ---- | ------------------- | -- | -- | -- | - | -- | -- | --- | --- |
|  | 1.   | Prato 1954          | 37 | 14 | 12 | 1 | 1  | 99 | 54  | +45 |
|  | 2.   | CGC Viareggio (B)   | 29 | 14 | 9  | 2 | 3  | 79 | 51  | +28 |
|  | 3.   | Sarzana (B)         | 25 | 14 | 7  | 4 | 3  | 89 | 56  | +33 |
|  | 4.   | Forte dei Marmi (B) | 21 | 14 | 7  | 0 | 7  | 87 | 85  | +2  |
|  | 5.   | Mens Sana Siena     | 19 | 14 | 5  | 4 | 5  | 59 | 60  | -1  |
|  | 6.   | Follonica (C)       | 13 | 14 | 4  | 1 | 9  | 72 | 75  | -3  |
|  | 7.   | SPV Viareggio       | 13 | 14 | 4  | 1 | 9  | 67 | 101 | -34 |
|  | 8.   | Ottoruote Carbonia  | 4  | 14 | 1  | 1 | 12 | 40 | 110 | -70 |

Legenda:
  Qualificato agli spareggi girone D.
Note:
Tre punti a vittoria, uno per il pareggio, zero a sconfitta.
In caso di arrivo di due o più squadre a pari punti, la graduatoria finale verrà stilata secondo la classifica avulsa tra le squadre interessate che prevede, in ordine, i seguenti criteri:
- Punti negli scontri diretti
- Differenza reti negli scontri diretti
- Differenza reti generale
- Reti realizzate in generale
- Sorteggio

#### Sottogirone D2

##### Squadre partecipanti
| Club                    | Città                          | Impianto              |
| ----------------------- | ------------------------------ | --------------------- |
| AFP Giovinazzo Pol. (B) | Giovinazzo (BA)                | PalaPansini           |
| Castiglione             | Castiglione della Pescaia (GR) | Pala Casa Mora        |
| CRESH Eboli             | Eboli (SA)                     | PalaDirceu            |
| Grosseto                | Grosseto                       | Pista di via Mercurio |
| Prato 1954 (B)          | Prato                          | PalaRogai             |
| Roller Salerno          | Salerno                        | PalaTulimieri         |

##### Classifica finale
|  | Pos. | Squadra                 | Pt | G  | V | N | P | GF | GS | DR  |
|  | ---- | ----------------------- | -- | -- | - | - | - | -- | -- | --- |
|  | 1.   | Castiglione             | 24 | 10 | 8 | 0 | 2 | 61 | 41 | +20 |
|  | 2.   | Roller Salerno          | 18 | 10 | 5 | 3 | 2 | 43 | 28 | +15 |
|  | 3.   | AFP Giovinazzo Pol. (B) | 16 | 10 | 5 | 1 | 4 | 51 | 45 | +6  |
|  | 4.   | Prato 1954 (B)          | 14 | 10 | 4 | 2 | 4 | 48 | 52 | -4  |
|  | 5.   | CRESH Eboli             | 7  | 10 | 2 | 1 | 7 | 40 | 55 | -15 |
|  | 6.   | Grosseto                | 6  | 10 | 1 | 3 | 6 | 37 | 59 | -22 |

Legenda:
  Qualificato agli spareggi girone D.
Note:
Tre punti a vittoria, uno per il pareggio, zero a sconfitta.
In caso di arrivo di due o più squadre a pari punti, la graduatoria finale verrà stilata secondo la classifica avulsa tra le squadre interessate che prevede, in ordine, i seguenti criteri:
- Punti negli scontri diretti
- Differenza reti negli scontri diretti
- Differenza reti generale
- Reti realizzate in generale
- Sorteggio

#### Spareggi
|  | Pos. | Squadra           | Pt | G | V | N | P | GF | GS | DR |
|  | ---- | ----------------- | -- | - | - | - | - | -- | -- | -- |
|  | 1.   | Prato 1954        | 6  | 2 | 2 | 0 | 0 | 9  | 5  | +4 |
|  | 2.   | CGC Viareggio (B) | 3  | 2 | 1 | 0 | 1 | 7  | 8  | -1 |
|  | 3.   | Castiglione       | 0  | 2 | 0 | 0 | 2 | 8  | 11 | -3 |

Legenda:
  Qualificato alle final eight.
Note:
Tre punti a vittoria, uno per il pareggio, zero a sconfitta.
In caso di arrivo di due o più squadre a pari punti, la graduatoria finale verrà stilata secondo la classifica avulsa tra le squadre interessate che prevede, in ordine, i seguenti criteri:
- Punti negli scontri diretti
- Differenza reti negli scontri diretti
- Differenza reti generale
- Reti realizzate in generale
- Sorteggio

## Final Eight
Le Final Eight del campionato di serie B 2008-2009 sono state disputate presso il PalaRogai di Prato dal 15 al 17 maggio 2009.

### Girone A
|  | Pos. | Squadra           | Pt | G | V | N | P | GF | GS | DR  |
|  | ---- | ----------------- | -- | - | - | - | - | -- | -- | --- |
|  | 1.   | Amatori Vercelli  | 9  | 3 | 3 | 0 | 0 | 14 | 6  | +8  |
|  | 2.   | Roller Scandiano  | 4  | 3 | 1 | 1 | 1 | 12 | 7  | +5  |
|  | 3.   | Modena            | 4  | 3 | 1 | 1 | 1 | 6  | 7  | -1  |
|  | 4.   | CGC Viareggio (B) | 0  | 3 | 0 | 0 | 3 | 7  | 19 | -12 |

Legenda:
      Promosse in Serie A2 2009-2010.
Note:
Tre punti a vittoria, uno per il pareggio, zero a sconfitta.

### Girone B
|  | Pos. | Squadra        | Pt | G | V | N | P | GF | GS | DR |
|  | ---- | -------------- | -- | - | - | - | - | -- | -- | -- |
|  | 1.   | Breganze (B)   | 7  | 3 | 2 | 1 | 0 | 11 | 9  | +2 |
|  | 2.   | Prato 1954     | 4  | 3 | 1 | 1 | 1 | 10 | 8  | +2 |
|  | 3.   | Pordenone 2004 | 3  | 3 | 1 | 0 | 2 | 10 | 12 | -2 |
|  | 4.   | Roller 3000    | 3  | 3 | 1 | 0 | 2 | 9  | 11 | -2 |

Legenda:
      Promosse in Serie A2 2009-2010.
Note:
Tre punti a vittoria, uno per il pareggio, zero a sconfitta.

## Coppa di Lega di Serie B

### Tabellone fase finale
|  | Semifinali         | Semifinali         | Semifinali         |                    |                  | Finale           | Finale | Finale |  |
|  |                    |                    |                    |                    |                  |                  |        |        |  |
|  | Amatori Vercelli   | Amatori Vercelli   | 4                  |                    |                  |                  |        |        |  |
|  | Amatori Vercelli   | Amatori Vercelli   | 4                  |                    |                  |                  |        |        |  |
|  | Pordenone 2004     | Pordenone 2004     | 3                  |                    |                  |                  |        |        |  |
|  | Pordenone 2004     | Pordenone 2004     | 3                  |                    | Amatori Vercelli | Amatori Vercelli | 6      |        |  |
|  |                    |                    |                    |                    | Amatori Vercelli | Amatori Vercelli | 6      |        |  |
|  |                    |                    | Villa d'Oro Modena | Villa d'Oro Modena | 1                |                  |        |        |  |
|  | Villa d'Oro Modena | Villa d'Oro Modena | Villa d'Oro Modena | Villa d'Oro Modena | 1                | 7                |        |        |  |
|  | Villa d'Oro Modena | Villa d'Oro Modena |                    |                    |                  |                  |        |        |  |
|  | Castiglione        | Castiglione        | 3                  |                    |                  |                  |        |        |  |